# Pierre Corneille
Pierre Corneille, född 6 juni 1606 i Rouen, död 1 oktober 1684 i Paris, var en fransk dramatisk skald, som brukar kallas "den franskklassiska tragedins fader". Hans kanske mest framstående verk är dramat Le Cid från 1636. Han var bror till Thomas Corneille.
Corneille var son till en advokat, inträdde tidigt på samma bana som fadern och levde som ämbetsman i Rouen till 1662 då han flyttade till Paris. Hans liv förflöt utan några omvälvningar; hans historia kan sägas ligga i hans dikter. I umgänget var han tung och tystlåten; endast i skrift lade han sitt snille i dagen. 1647 blev han medlem av franska akademien.
Sin verksamhet som dramatisk författare inledde Corneille med en serie komedier, av vilka den första, Melite som uppfördes 1629. I valet av ämnen skiljer han sig inte mycket från sina föregångare, men utmärker sig framför dessa genom en mera sinnrikt invecklad intrig och strängare aktgivande på anständighetens krav. Det var först genom bekantskapen med Spaniens dramatiska litteratur, som han kom in i den riktning, vilket bäst passade honom och som gav honom tillfälle att utveckla hela sin rika personlighet.
Efter spanskt mönster skrev Corneille 1636 dramat Le Cid, inspirerat av ett verk av Guillén de Castro, som blev epokgörande för utvecklingen av det franska dramat, och i detta arbete med ens lyftes till en mycket hög ståndpunkt. Också mottogs det av den stora allmänheten med stormande bifall, men ådrog författaren en småaktig kritik av den nyss förut (1635) stiftade franska akademien, som därtill drevs av sin beskyddare Richelieu, vilken själv befattade sig med dramatiskt skriftställeri och med oblida ögon såg Corneille utveckla större självständighet än Richelieu ville medge, på ett fält där han själv gjorde anspråk på auktoritet. Sedan lät Corneille under några år det ena mästerverket följa det andra: tragedierna Horace (1639), Cinna (samma år) och Polyeucte (1640) samt komedin Le menteur (1642).
Redan 1647 drog sig dock epokgörande tillbaka, men förmåddes att efter några år återigen skriva för scenen. Hans författarådra var då mycket tunn, och hans senare arbeten är därför betydligt underlägsna dem, som författades under hans första mannaålder. Corneille efterlämnade även en del smärre dikter och översättningar utan större värde, samt tre estetiska uppsatser, som framgår att han samvetsgrant sökte göra sig reda för dramats fordringar och särskilt för den då starkt framhållna aristoteliska regeln om de tre enheterna: rummets, tidens och handlingens.
Corneille kallas med skäl det moderna franska dramats fader. Med honom tog detta ett jättesteg framåt, så att hans efterföljare fann vägen bruten och endast behövde gå i hans fotspår. Såväl hans fel som hans förtjänster blev sålunda länge bestämmande för den franska smaken. Det mål han satte för sin diktkonst var att höja och förädla genom att i ett kraftigt och klangfullt språk framställa heroismen i dess olika former. Hans hjältar blev sålunda nästan överjordiska gestalter, som knappast veta av mänsklig svaghet eller tvekan, och de är därför mera ägnade att framkalla en ointresserad beundran än verklig medkänsla. Corneilles svaghet ligger alltså i oförmåga att uppfatta de mänskliga karaktärerna i hela deras individualitet, med alla förtjänster och fel, och han lyckades fördenskull aldrig att så, som till exempel Shakespeare stundom gör det, gripa åskådaren i djupet av hans väsen.
De bästa och fullständigaste upplagorna av Corneilles Euvres utgavs av Voltaire 1764 med kommentarer (ny upplaga 1802) och Marty-Laveaux 1862-66 (ny upplaga 1887), varjämt flera moderna och billiga upplagor finns att tillgå. På svenska har endast ett skådespel av Corneille blivit tryckt, nämligen Cid, översatt 1741 av G. Boding och 1843 av C. Westerstrand; Horace (som byggde på en förlaga av den italienske renässansförfattaren Pietro Aretino) uppfördes i översättning av Berghult 1741; därjämte återgår Gyllenborgs En bättrad villhjärna till en del på Corneilles Le menteur. I Skrifter, utgivna av Svenska litteratur-sällskapet i Finland, XLIII (1899), har T. S. Dillner publicerat en på 1720-talet gjord tolkning av Corneilles Pompée.